# Меламед
Мела́мед (от ивр. מלמד‎ «учащий») — учитель в хедере и караимском мидраше.
В библейские времена означал религиозного учителя или наставника в целом, применялся особенно к учителю детей и почти всегда сопровождался словом «tinokot» (дети). Упоминается в Талмуде.
Меламед назначался сообществом, были специальные нормативные документы, определяющие, сколько детей он научил, а также правила, регулирующие выбор претендентов на должность и увольнение меламеда. Эти правила расширялись и дополнялись.
Если количество учеников в хедере было довольно значительно, то меламед имел помощника — бегельфера, исполняющего, между прочим, также обязанности надзирателя.

## Меламеды в России
В Российской империи меламед занимался обучением еврейских детей еврейскому закону и языку.
Российское правительство делало неоднократные, но тщетные попытки поднять образовательный уровень меламедов, распространить среди них знание русского языка. В 1855 году был принят закон, по которому в течение 20 лет предписывалось осуществить переход к положению, когда меламедами могут быть исключительно евреи, получившие специальное образование в раввинских училищах или в общих высших или средних учебных заведениях. Однако низкие доходы меламедов делали их работу непрестижной; кроме этого, представления еврейского населения о положении меламеда расходились с мнением российской администрации. По закону от 1 марта 1893 года меламедов обязали ежегодно получать от директора или инспектора народных училищ специальное свидетельство, выдаваемое без предварительного экзамена с уплатой пошлины. Меламеды могли открыть хедер, наблюдение за преподаванием в котором, как и наблюдение за соблюдением меламедами других правил, возлагалось на общественного раввина.